# Khách tinh

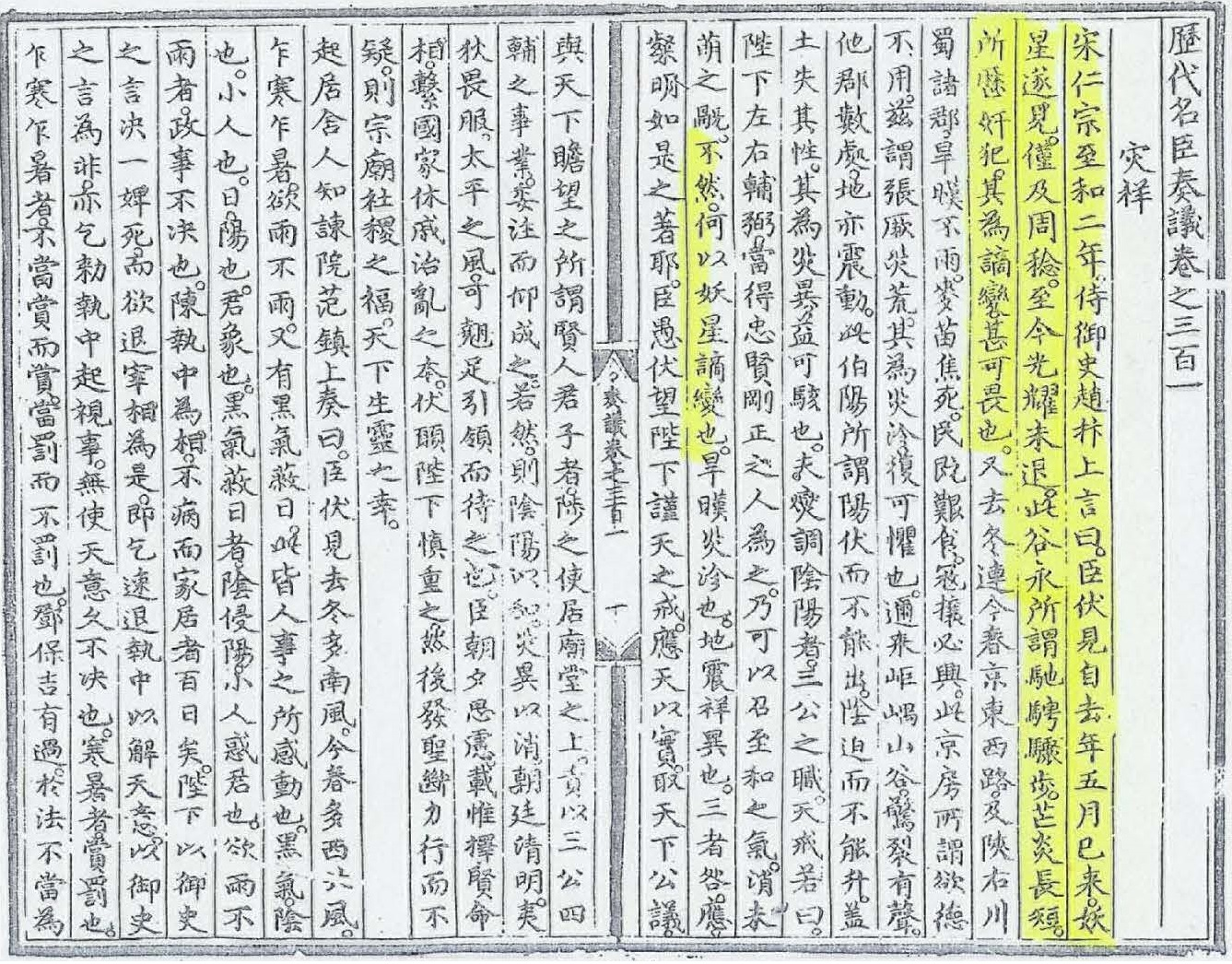
Ngôi sao khách được các nhà thiên văn học Trung Quốc báo cáo vào năm 1054 và được trích dẫn trong các đoạn nổi bật trong văn bản này từ năm 1414 được xác định là SN 1054

Trong thiên văn học Trung Quốc, một khách tinh (tiếng Trung: 客星; bính âm: kèxīng) là một ngôi sao đột nhiên xuất hiện ở một nơi mà trước đó chưa có ngôi sao nào được quan sát thấy nhưng sau đó một thời gian thì biến mất.
Thiên văn học hiện đại thừa nhận rằng các khách tinh là biểu hiện của các ngôi sao biến quang gồm tân tinh và siêu tân tinh. Thuật ngữ "khách tinh" được sử dụng trong văn cảnh là các ghi chép cổ, vì việc phân loại chính xác một sự kiện thiên văn đang được đề cập thì được dựa trên cách giải thích các ghi chép cũ, bao gồm cả suy luận, thay vì quan sát trực tiếp.
Trong thiên văn học Trung Quốc cổ đại, khách tinh là một trong ba loại thiên thể có tính chất rất nhất thời (các thiên thể sáng). Hai cái còn lại bao gồm sao chổi có đuôi (tiếng Trung: 彗星; Hán-Việt: tuệ tinh; bính âm: huìxīng) và sao chổi không có đuôi (tiếng Trung: 孛星; Hán-Việt: bột tinh; bính âm: beìxīng), trong đó thuật ngữ đầu tiên được sử dụng cho tất cả các sao chổi trong thiên văn học hiện đại. Ghi chép sớm nhất của Trung Quốc về các khách tinh thì có trong Hán Thư, cuốn sách nói về lịch sử nhà Hán (206 TCN – 220 SCN), và tất cả các sách sử các triều đại sau đó đều có ghi chép về khách tinh. Chúng chứa một trong những mô tả ban đầu rõ ràng nhất có đặc điểm phù hợp với một siêu tân tinh, được cho là vật chất còn sót lại của thiên thể SN 185, do đó được xác định là tàn tích siêu tân tinh của chính năm 185 Công nguyên. Khi tham khảo để tìm kiếm các ứng cử viên siêu tân tinh thì biên niên sử của phương Tây đương đại lại có tính chất mơ hồ hơn. Cho dù điều này là do thời tiết hay do lý do gì khác thì các nhà thiên văn học đều đặt câu hỏi tại sao tàn tích được cho là đã được các nhà thiên văn học người Trung Quốc quan sát thấy và coi là khách tinh vào năm 1054 Công nguyên (xem SN 1054) lại không xuất hiện trong các ghi chép của phương Tây.